# Lista de prefeitos de São Gonçalo do Piauí
Constam a seguir os nomes dos governantes eleitos no município de São Gonçalo do Piauí, criado pela Lei Estadual n.º 2.511 de 30 de novembro de 1963 sancionada pelo governador Petrônio Portela e que foi instalado em 30 de março de 1964.

## Prefeitos de São Gonçalo do Piauí
| Ordem  | Lista de prefeitos do município  | Partido    | Início do mandato       | Fim do mandato         | Cidade onde nasceu   | Unidade federativa | Notas      |
| ------ | -------------------------------- | ---------- | ----------------------- | ---------------------- | -------------------- | ------------------ | ---------- |
| 1º     | José da Costa Sousa              | [ nota 1 ] | 30 de março de 1964     | 31 de janeiro de 1967  |                      |                    | [ 3 ]      |
| 2º     | Valmir Alves da Cruz             | ARENA      | 1º de fevereiro de 1967 | 31 de janeiro de 1971  | Regeneração          | Piauí              |            |
| 3º     | Manoel Pereira da Silva          | ARENA      | 1º de fevereiro de 1971 | 31 de janeiro de 1973  |                      |                    |            |
| 4º     | Alberto Rodrigues de Moura       | ARENA      | 1º de fevereiro de 1973 | 31 de janeiro de 1977  |                      |                    |            |
| 5º     | Francisco Barbosa Ribeiro        | ARENA      | 1º de fevereiro de 1977 | 31 de janeiro de 1983  |                      |                    |            |
| 6º     | Antônio da Costa Sousa           | PDS        | 1º de fevereiro de 1983 | 31 de dezembro de 1988 | São Pedro do Piauí   | Piauí              |            |
| 7º     | Luís de Sousa Ribeiro            | PFL        | 1º de janeiro de 1989   | 31 de dezembro de 1992 |                      |                    |            |
| 8º     | Antônio da Costa Sousa           | PFL        | 1º de janeiro de 1993   | 31 de dezembro de 1996 | São Pedro do Piauí   | Piauí              |            |
| 9º     | Luís de Sousa Ribeiro            | PFL        | 1º de janeiro de 1997   | 31 de dezembro de 2000 |                      |                    | [ nota 2 ] |
| 9º     | Luís de Sousa Ribeiro            | PFL        | 1º de janeiro de 2001   | 31 de dezembro de 2004 |                      |                    |            |
| 10º    | Pedro Ferreira da Silva          | PMDB       | 1º de janeiro de 2005   | 31 de dezembro de 2008 | São Gonçalo do Piauí | Piauí              | [ nota 3 ] |
| 10º    | Pedro Ferreira da Silva          | PMDB       | 1º de janeiro de 2009   | 31 de dezembro de 2012 | São Gonçalo do Piauí | Piauí              |            |
| 11º    | Luciano Alves de Sousa           | PT         | 1º de janeiro de 2013   | 31 de dezembro de 2016 | São Gonçalo do Piauí | Piauí              |            |
| 12º    | Luís de Sousa Ribeiro Júnior     | PSB PP     | 1º de janeiro de 2017   | 31 de dezembro de 2020 | Teresina             | Piauí              |            |
| 12º    | Luís de Sousa Ribeiro Júnior     | PSB PP     | 1º de janeiro de 2021   | 31 de dezembro de 2024 | Teresina             | Piauí              | [ 4 ]      |
| 13º    | Gerlane Ferreira da Silva Cabral | MDB        | 1º de janeiro de 2025   | Em exercício           | São Gonçalo do Piauí | Piauí              |            |
| Fonte: |                                  |            |                         |                        |                      |                    |            |

## Vice-prefeitos de São Gonçalo do Piauí
| Ordem  | Lista de vice-prefeitos do município | Partido    | Início do mandato       | Fim do mandato         | Cidade onde nasceu   | Unidade federativa | Notas      |
| ------ | ------------------------------------ | ---------- | ----------------------- | ---------------------- | -------------------- | ------------------ | ---------- |
| 1º     | Não disponível                       | [ nota 1 ] | 30 de março de 1964     | 31 de janeiro de 1967  |                      |                    |            |
| 2º     | Alberto Rodrigues de Moura           | ARENA      | 1º de fevereiro de 1967 | 31 de janeiro de 1971  |                      |                    |            |
| 3º     | Elias de Alencar e Silva             | ARENA      | 1º de fevereiro de 1971 | 31 de janeiro de 1973  |                      |                    |            |
| 4º     | José Pires de Sousa                  | ARENA      | 1º de fevereiro de 1973 | 31 de janeiro de 1977  |                      |                    |            |
| 5º     | Benigno Faustino Barbosa             | ARENA      | 1º de fevereiro de 1977 | 31 de janeiro de 1983  |                      |                    |            |
| 6º     | Antônio Ferreira da Silva            | PDS        | 1º de fevereiro de 1983 | 31 de dezembro de 1988 |                      |                    |            |
| 7º     | Antônio Pereira de Carvalho          | PFL        | 1º de janeiro de 1989   | 31 de dezembro de 1992 |                      |                    |            |
| 8º     | Não disponível                       | [ nota 4 ] | 1º de janeiro de 1993   | 31 de dezembro de 1996 |                      |                    |            |
| 9º     | José Faustino Vilarinho              | PPB        | 1º de janeiro de 1997   | 31 de dezembro de 2000 | São Gonçalo do Piauí | Piauí              |            |
| 10º    | Gregório Pires de Sousa              | PPB PDT    | 1º de janeiro de 2001   | 31 de dezembro de 2004 | São Gonçalo do Piauí | Piauí              | [ nota 5 ] |
| 10º    | Gregório Pires de Sousa              | PPB PDT    | 1º de janeiro de 2005   | 31 de dezembro de 2008 | São Gonçalo do Piauí | Piauí              |            |
| 11º    | Luís de Sousa Ribeiro Júnior         | PSB        | 1º de janeiro de 2009   | 31 de dezembro de 2012 | Teresina             | Piauí              |            |
| 12º    | Enoque Barbosa da Silva              | PMDB       | 1º de janeiro de 2013   | 31 de dezembro de 2016 | Regeneração          | Piauí              |            |
| 13º    | Clodoaldo Ferreira Moura             | PT         | 1º de janeiro de 2017   | 31 de dezembro de 2020 | Teresina             | Piauí              |            |
| 14º    | Luís Raimundo Faustino de Sousa      | MDB        | 1º de janeiro de 2021   | 31 de dezembro de 2024 | São Gonçalo do Piauí | Piauí              |            |
| 15º    | Edinho Ferreira Pires                | PSD        | 1º de janeiro de 2025   | Em exercício           | Teresina             | Piauí              |            |
| Fonte: |                                      |            |                         |                        |                      |                    |            |

## Vereadores de São Gonçalo do Piauí
Relação ordenada conforme o número de mandatos exercidos por cada vereador a partir do ano de sua primeira eleição observando, sempre que possível, a ordem alfabética.
| Lista de vereadores do município      | Mandatos | Ano da eleição                                 | Cidade onde nasceu   | Unidade federativa |
| ------------------------------------- | -------- | ---------------------------------------------- | -------------------- | ------------------ |
| Francisco Pires de Sousa              | 08       | 1976, 1982, 1988, 1992, 2000, 2004, 2008, 2012 | Regeneração          | Piauí              |
| Luís Pereira Alves                    | 06       | 1996, 2000, 2004, 2008, 2016, 2020             | São Gonçalo do Piauí | Piauí              |
| Amauri Barbosa Soares                 | 05       | 1970, 1972, 1976, 1982, 1988                   | São Gonçalo do Piauí | Piauí              |
| José Faustino Vilarinho               | 05       | 1988, 1992, 2004, 2008, 2016                   | São Gonçalo do Piauí | Piauí              |
| Oziel Carlos Barbosa Lima             | 05       | 2008, 2012, 2016, 2020, 2024                   | São Gonçalo do Piauí | Piauí              |
| Cipriano Pires do Nascimento          | 04       | 1988, 1992, 1996, 2000                         | São Gonçalo do Piauí | Piauí              |
| Pedro Ferreira da Silva               | 04       | 1988, 1992, 1996, 2000                         | São Gonçalo do Piauí | Piauí              |
| Gregório Pires de Sousa               | 04       | 1992, 1996, 2008, 2020                         | São Gonçalo do Piauí | Piauí              |
| Luís Pires Teixeira                   | 04       | 1992, 1996, 2000, 2004                         | São Gonçalo do Piauí | Piauí              |
| Luciano Alves de Sousa                | 04       | 1996, 2000, 2004, 2008                         | São Gonçalo do Piauí | Piauí              |
| José Batista de Sousa                 | 04       | 2000, 2004, 2012, 2016                         | São Gonçalo do Piauí | Piauí              |
| Manoel Carlos Faustino de Sousa       | 04       | 2012, 2016, 2020, 2024                         | São Gonçalo do Piauí | Piauí              |
| Antônio Pereira de Carvalho           | 03       | 1966, 1970, 1976                               |                      |                    |
| Antônio Barbosa de Araújo             | 03       | 1970, 1976, 1982                               |                      |                    |
| Mateus Carvalho do Nascimento         | 03       | 1976, 1982, 1988                               |                      |                    |
| Moaci Ferreira da Silva               | 03       | 1976, 1982, 1988                               |                      |                    |
| Max Eugênio Pires da Costa            | 03       | 1996, 2000, 2004                               | São Gonçalo do Piauí | Piauí              |
| Deusdeth Nunes de Sousa               | 03       | 2000, 2004, 2008                               | São Gonçalo do Piauí | Piauí              |
| Leide Cleia de Sousa Mota             | 03       | 2016, 2020, 2024                               | Angical do Piauí     | Piauí              |
| José Barbosa de Carvalho              | 02       | 1966, 1970                                     |                      |                    |
| Benigno Faustino Barbosa              | 02       | 1970, 1972                                     |                      |                    |
| Adalberto Gomes Vilanova              | 02       | 1972, 1982                                     |                      |                    |
| Gilton Vilarinho da Silva             | 02       | 1988, 1992                                     |                      |                    |
| Grigório Barbosa da Silva             | 02       | 1992, 1996                                     |                      |                    |
| Raimundo Lopes Soares                 | 02       | 2004, 2024                                     | São Gonçalo do Piauí | Piauí              |
| Domingos Pereira da Silva de Meneses  | 02       | 2008, 2012                                     | São Gonçalo do Piauí | Piauí              |
| Edinho Ferreira Pires                 | 02       | 2012, 2016                                     | Teresina             | Piauí              |
| Francisco Pires Pereira               | 02       | 2012, 2016                                     | Angical do Piauí     | Piauí              |
| Luís Raimundo Faustino de Sousa       | 02       | 2012, 2016                                     | São Pedro do Piauí   | Piauí              |
| Antônio Ferreira da Silva             | 01       | 1966                                           |                      |                    |
| Elias de Alencar e Silva              | 01       | 1966                                           |                      |                    |
| José Pereira da Silva                 | 01       | 1966                                           |                      |                    |
| Amaro Pereira Lima                    | 01       | 1972                                           |                      |                    |
| Clementino Rodrigues de Moura         | 01       | 1972                                           |                      |                    |
| José Antônio dos Santos               | 01       | 1976                                           |                      |                    |
| José Ferreira da Silva                | 01       | 1982                                           |                      |                    |
| Gregório Barbosa da Silva             | 01       | 1988                                           |                      |                    |
| Clodoaldo Ferreira Moura              | 01       | 1992                                           | Teresina             | Piauí              |
| Elesbão José Nunes                    | 01       | 1996                                           | São Gonçalo do Piauí | Piauí              |
| José Ribamar Cardoso Júnior           | 01       | 2008                                           | Teresina             | Piauí              |
| Isaquiel Barbosa de Moura             | 01       | 2012                                           | São Gonçalo do Piauí | Piauí              |
| Caio Guthierry Braga de Sousa Correia | 01       | 2020                                           | Teresina             | Piauí              |
| Gerlane Ferreira da Silva Cabral      | 01       | 2020                                           | São Gonçalo do Piauí | Piauí              |
| Luiz Ferreira da Silva                | 01       | 2020                                           | São Gonçalo do Piauí | Piauí              |
| Seomar José Nunes                     | 01       | 2020                                           | São Gonçalo do Piauí | Piauí              |
| Adriel Luís Nunes de Sousa            | 01       | 2024                                           | Regeneração          | Piauí              |
| Denizar Moura Mota                    | 01       | 2024                                           | Amarante             | Piauí              |
| José Ferreira da Silva Júnior         | 01       | 2024                                           | Amarante             | Piauí              |
| Lucas Pereira Alves                   | 01       | 2024                                           | São Gonçalo do Piauí | Piauí              |
| Odaly Barbosa Nunes                   | 01       | 2024                                           | São Gonçalo do Piauí | Piauí              |
| Fonte:                                |          |                                                |                      |                    |